# Coyota
A coyota egy mexikói édesség, ami Sonora állam fővárosából, Hermosillóból származik. Lényegében egy tortilla, amibe piloncillóból (cukornádból készült barnacukorból) készült tölteléket töltenek.

## Története
A coyota az 1950-es években született meg a Hermosillo szeri indiánok által alapított Villa de Seris nevű részében élő, indián származású María Ochoa González és spanyol származású szomszédja, Agustina de Araiza jóvoltából. Ochoa González péksütemények készítésével foglalkozott, és amit megsütött, azt gyakran osztogatta szét szomszédai között. Araiza egy alkalommal átadott neki egy receptet, aminek felhasználásával végül megszületett a coyota. Nevét is a két nő származására utalva kapta, a coyota ugyanis egy indián és egy spanyol ember közös lányát jelenti.
Az édesség hamar elterjedt a környéken, később már a városba látogató turisták is nagyon megkedvelték, sőt, az Egyesült Államok engedélyezte a kivitelt Arizona államba is. Gyakran fogyasztják húsételek után desszertként, ez a szokás onnan ered, hogy Ochoa González sógora, Alfonso Durazo, akit a „sült hús királyának” is neveztek, saját, Xochimilco nevű vendéglőjében sokszor kínálta húsok után.

## Változatai
A hagyományos coyota pontos receptje titkos, csak az Ochoa család őrzi. Az eredeti édesség helyi lisztből készül, kézzel dagasztva és fatüzelésű téglakemencében sütve. Ochoáék naponta mintegy 11 000 darabot készítenek, de az idők során a városban és környékén élők más változatokat is kifejlesztettek. 1994-ben például María de la Luz Coronado a piloncillós töltelék helyett jamoncillósat tett bele: ez egyfajta tejből készült édes töltelék, amit a helyiek a betelepülő kínaiaktól tanultak el. Az 1984-ben alapított Coyotas Malú ma már fügével, birsalmával, guávával, sárgabarackkal, kókusszal és almával töltött coyotákat is árul, sőt, egy caborcai család fagylalttal töltött süteményeket is készít. 2004-ben a Burruel Ortiz család jóvoltából egy újabb változat jelent meg: egy tortillalapot megkennek cajetával, erre jön egy réteg eperfagyi, amit befednek egy újabb réteg tésztával, és megsütik.